# Куприянов, Михаил Васильевич
Михаи́л Васи́льевич Куприя́нов (8 (21) октября 1903, Тетюши, Казанская губерния, Российская империя — 11 ноября 1991, Москва, СССР) — советский, российский художник-живописец, график, карикатурист. Академик АХ СССР (1947). Герой Социалистического Труда (1973). Народный художник СССР (1958). Лауреат Ленинской (1965), пяти Сталинских (1942, 1947, 1949, 1950, 1951) и Государственной премии СССР (1975).
Член творческого коллектива «Кукрыниксы».

## Биография

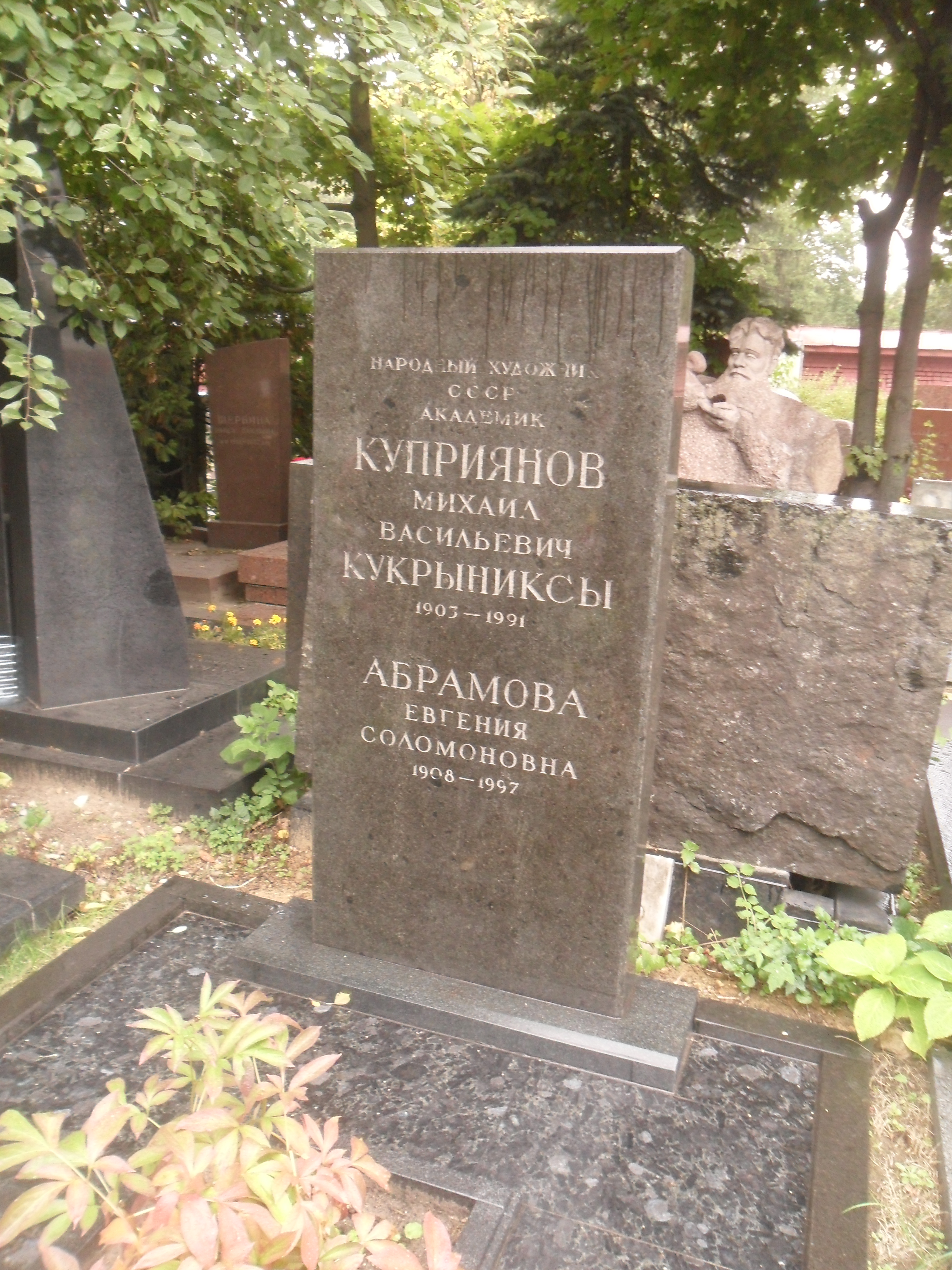
Могила Куприянова на Новодевичьем кладбище Москвы

Родился в Тетюшах (ныне — в Татарстане).
В 1919 году участвовал в выставке самодеятельных художников. Получил первую премию за акварельный пейзаж.
В 1920—1921 годах учился в Центральных художественных учебных мастерских в Ташкенте, в 1921—1929 — на графическом факультете Высших художественно-технических мастерских (ВХУТЕМАС, позднее переименованы во ВХУТЕИН) в Москве у Н. Н. Куприянова, П. В. Митурича и П. И. Львова.
В годы учёбы сдружился с П. Н. Крыловым и Н. А. Соколовым. Созданный в середине 1920-х годов творческий коллектив «Кукрыниксы» существовал более 60 лет. Работали методом коллективного творчества:
- 1929 год — создание костюмов и декораций для феерической комедии В. В. Маяковского «Клоп» в Театре Вс. Мейерхольда.
- 1932—1981 годы — создание иллюстраций к произведениям М. Горького, Д. Бедного, М. Е. Салтыкова-Щедрина, Н. В. Гоголя, Н. С. Лескова, М. Сервантеса, М. А. Шолохова, И. А. Ильфа и Е. П. Петрова, карикатур для газеты «Правда», журнала «Крокодил», шаржей на деятелей искусств, изданных отдельными книгами.
- 1941—1945 годы — создание антивоенных карикатур, плакатов и листовок, опубликованных в газете «Правда» и в «Окнах ТАСС».
- 1942—1948 годы — создание картин «Таня» и «Бегство фашистов из Новгорода».

В 1945 году «Кукрыниксы» были аккредитованы в качестве журналистов на Нюрнбергском процессе. Выполнили серию натурных зарисовок.
В 1925—1991 годы — индивидуальная творческая деятельность художника. Выполнены многочисленные живописные и графические работы, шаржи, неоднократно экспонировавшиеся на всесоюзных и зарубежных художественных выставках.
Академик АХ СССР (1947). Член Союза художников СССР.
Скончался 11 ноября 1991 года в Москве . Похоронен на Новодевичьем кладбище (участок № 10).

## Семья
- Первая жена— Лидия Куприянова, в 1977 году убита серийным убийцей А. Евсеевым[3].
- Вторая жена — Евгения Соломоновна Абрамова (1908—1997), художник, захоронена вместе с мужем.

## Творчество

Бюст художника М. В. Куприянова, выполненный скульптором З. М. Виленским в 1949 году. Расположен в Парке Искусств в Москве

Творчество художника, известного многим по остросатирическим зарисовкам или же иллюстрациям к любимым художественным произведениям под коллективным псевдонимом «Кукрыниксы», намного глубже и многограннее, оно охватывает различные направления изобразительного искусства. Многолетняя плодотворная работа в составе творческой группы вместе с художниками и друзьями П. Н. Крыловым и Н. А. Соколовым дала отечественной культуре многие произведения и принесла их создателям мировую известность, но не обезличила индивидуальное творчество каждого автора.
К изысканной живописной форме художник пришёл гораздо позже, уже после окончания ВХУТЕМАСа, на полиграфическом отделении которого он постигал азы мастерства у своих учителей П. В. Митурича и Н. Н. Купреянова. К этому времени, в частности, относятся его работы, выполненные чёрной акварелью («В общежитии ВХУТЕМАСА», «Во дворе ВХУТЕМАСа», «Студент», «Студентка», «За чтением» и другие), в которых молодой художник демонстрировал прекрасное владение рисунком и техникой свето-тени.
Общение с русскими художниками М. В. Нестеровым и Н. П. Крымовым в значительной степени сформировало мировоззрение М. В. Куприянова как художника-живописца. Впоследствии он вспоминал наставления Н. П. Крымова, утверждавшего, что только цвет может помочь решить тональные отношения светлого и тёмного. Тон, общая тональность картины, соотношение света и тени, усиленные цветом, цветовым пятном, по мнению выдающихся русских живописцев, и являются собственно живописью.
Художник обращается не к жанровым темам, а к камерному по своей сути жанру — пейзажу. Работа на пленэре позволяет ему отвлечься от мирской суеты и заглянуть в свой внутренний духовный мир, требующий покоя и молчания. Именно их художник находил на берегу Азовского моря в маленьком городке Геническ. Куприянов-пейзажист — настоящий певец природы, он с бережностью передаёт в своих картинах её неповторимые образы, мастерски переносит на холст тончайшие состояния воздуха, воды, неба. С нескрываемым интересом и проникновением написаны пейзажи, выполненные в зарубежных творческих поездках. Париж, Рим, Венеция предстают во всём своём историко-архитектурном величии. Художник улавливает особую прелесть каждого города, слышит биение его сердца, видит и передаёт присущую только этому месту цветовую гамму.
Создал множество художественных произведений, неповторимых по мастерству и глубоких по своему духовному содержанию. Его искусство по сей день не утратило своей актуальности, оно живёт, волнует современников, заставляет задуматься о красоте и быстротечности жизни и о том, что, уходя, человек оставляет после себя.

## Награды и звания

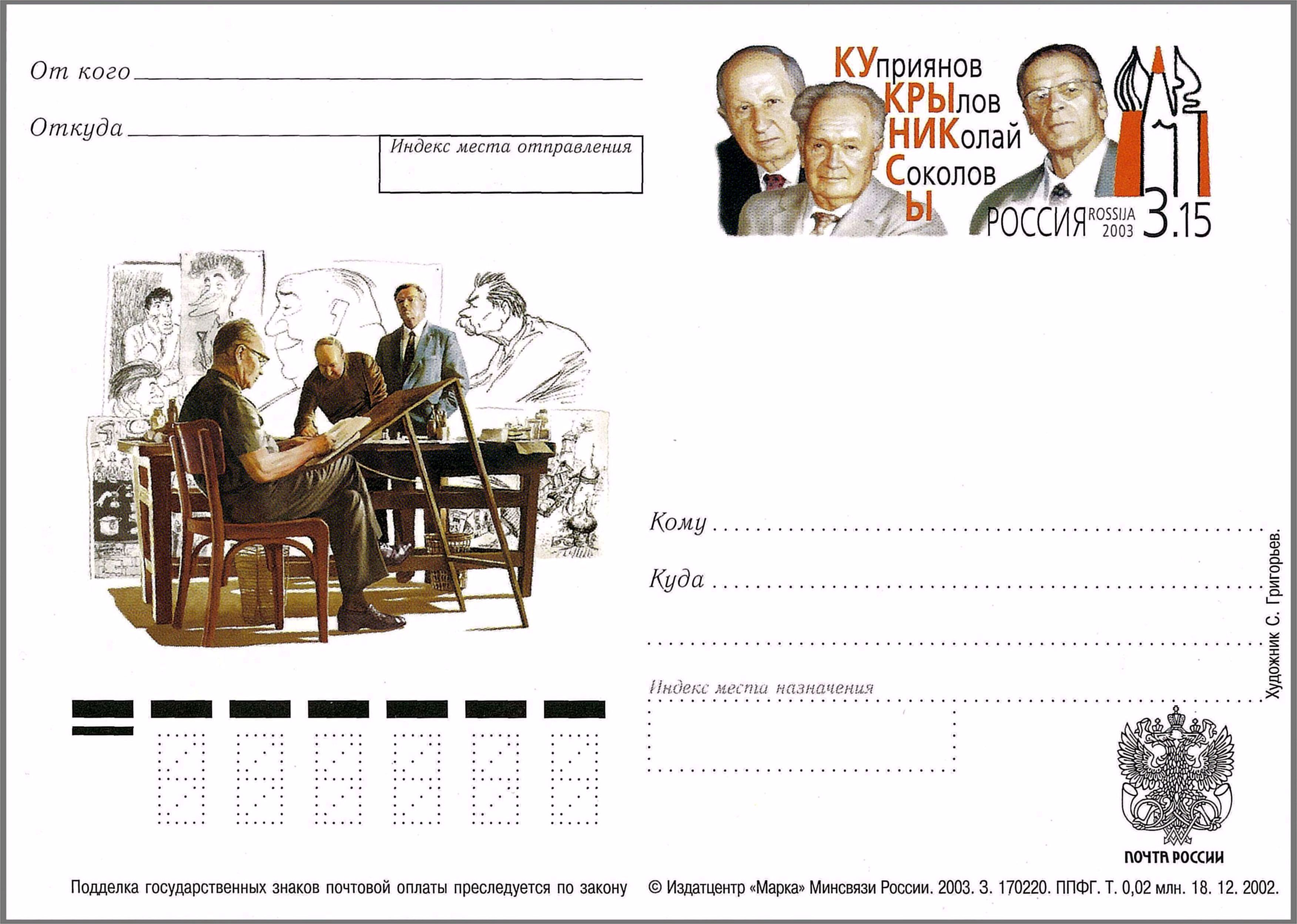
Кукрыниксы.Почтовая карточка с оригинальной маркой, Россия, 2003 год.

- Герой Социалистического Труда (1973)
- Заслуженный деятель искусств РСФСР (1942)
- Народный художник РСФСР (1951),
- народный художник СССР (1958)
- Ленинская премия (1965) — за серию политических карикатур, опубликованных в газете «Правда» и журнале «Крокодил»
- Сталинская премия первой степени (1942) — за серию политических плакатов и карикатур
- Сталинская премия первой степени (1947) — за иллюстрации к произведениям А. П. Чехова
- Сталинская премия первой степени (1949) — за картину «Конец» (1947—1948)
- Сталинская премия второй степени (1950) — за политические карикатуры и иллюстрации к книге М. Горького «Фома Гордеев»
- Сталинская премия первой степени (1951) — за серию плакатов «Поджигатели войны» и другие политические карикатуры, а также за иллюстрации к роману М. Горького «Мать»
- Государственная премия СССР (1975) — за оформление и иллюстрации повести Н. С. Лескова «Левша»
- Государственная премия РСФСР имени И. Е. Репина (1982) — за оформление и иллюстрации к книге «История одного города» М. Е. Салтыкова-Щедрина
- Два ордена Ленина (1962, 1973)
- Орден Октябрьской Революции (1983)
- Орден Отечественной войны 1-й степени (1945)
- Медаль «За доблестный труд в Великой Отечественной войне 1941-1945 гг.»
- Медаль «Тридцать лет Победы в Великой Отечественной войне 1941—1945 гг.»
- Медаль «Сорок лет Победы в Великой Отечественной войне 1941—1945 гг.»
- Золотая медаль Всемирной выставки в Париже (1937)
- Золотая медаль Всемирной выставки в Брюсселе (1958)